# Lamba Doria
Lamba D'Oria (también deletreado Doria) (1245-1323) era un almirante italiano de la República de Génova.
Era el hermano del capitano del popolo Oberto Doria y se le considera como uno de los mejores almirantes genovese junto con su descendiente Andrea Doria. Durante la segunda de cuatro guerras que Génova libró con Venecia por el control del Mar Mediterráneo, la Guerra de Curzola, Lamba D'Oria derrotó a los venecianos en la batalla de Curzola en 1298, donde tomó prisionero al almirante Andrea Dandolo (quién posteriormente se suicidó) y a miles de venecianos, entre ellos también a Marco Polo.
Después de su triunfal regreso a Génova, la comuna le dio un palacio en la Plaza de San Matteo y en otras tierras en Savona, donde hoy un Palazzo D'Oria Lamba todavía existe (como otros en Génova y Piedmont). También fue proclamado capitano del popolo. El emperador Enrique VII le dio el comando de 40 galeras.